# Dylan (1973)
Dylan è il tredicesimo album in studio di Bob Dylan pubblicato nel 1973.

## Descrizione
Il disco venne concepito e pubblicato senza l'autorizzazione del cantautore, utilizzando scarti e provini risalenti agli album Self Portrait e New Morning. L'opera uscì dopo che aveva lasciato la Columbia per passare alla Asylum Records. Venne pubblicato due mesi prima del primo disco di  Dylan per la Asylum, Planet Waves.
Le canzoni contenute nel disco sono un miscuglio di vecchi tradizionali riarrangiati e cover di brani di altri artisti come Joni Mitchell (Big Yellow Taxi) e Elvis Presley (Can't Help Falling in Love)
Nonostante avesse ricevuto pessime critiche, riuscì a raggiungere la posizione n. 17 in classifica negli Stati Uniti e venne certificato disco d'oro. In Gran Bretagna, invece, l'album fu il primo disco di Dylan a non entrare neanche in classifica. Dylan è l'unico disco originale di Bob Dylan (se si escludono le compilation) a non essere mai stato ristampato in CD negli Stati Uniti, anche se è comunque disponibile in download su iTunes. L'album venne fatto uscire in formato compact disc solo in Europa, con il titolo Bob Dylan (A Fool Such as I).
Una versione alternativa, rispetto a quella del disco, di Spanish Is the Loving Tongue è stata pubblicata come B-side del singolo del 1971 Watching the River Flow.

## Tracce
- Tracce 1–7 registrate nel giugno 1970 durante le sessioni per l'album New Morning, Tracce 8–9 registrate nell'aprile 1969 durante le sedute di registrazione per l'album Self Portrait.

Lato A
1. Lily of the West – 3:44 - (Tradizionale; arraggiamento di E. Davies, J. Peterson)
2. Can't Help Falling in Love – 4:17 - (George Weiss, Hugo Peretti, Luigi Creatore)
3. Sarah Jane – 2:43 - (Dylan)
4. The Ballad of Ira Hayes – 5:08 - (Peter La Farge)

Lato B
1. Mr. Bojangles – 5:31 - (Jerry Jeff Walker)
2. Mary Ann – 2:40 - (Tradizionale)
3. Big Yellow Taxi – 2:12 - (Joni Mitchell)
4. A Fool Such as I  – 2:41
5. Spanish Is the Loving Tongue (alternate take) – 4:13 - (Charles Badger Clark)

## Formazione
- Bob Dylan – Chitarra, armonica, tastiere, voce
- Colin Allen – batteria
- Barry Beckett – percussioni, tastiere, produzione
- Michael Bloomfield – chitarra
- David Bromberg – chitarra
- Mickey Buckins – percussioni
- Kenneth A. Buttrey – batteria
- Fred Carter – chitarra
- Ron Cornelius – chitarra
- Billy Cross – chitarra
- Charlie Daniels – basso, chitarra
- Rick Danko – basso, violino, cori
- Carolyn Dennis – cori
- Steve Douglas – sassofono
- Pete Drake – chitarra
- Tim Drummond – basso
- Bubba Foller – chitarra
- Bobbye Hall – percussioni
- Hilda Harris – cori
- Jo Ann Harris – cori
- Regina Havis – cori
- Levon Helm – mandolino, batteria, voce
- Garth Hudson – tastiere, sassofono
- Bob Johnston – produzione
- Jim Keltner – batteria
- Clydie King – cori
- Mark Knopfler – chitarra
- Al Kooper – chitarra, fiati, tastiere
- Russ Kunkel – batteria
- David Mansfield – chitarra, mandolino
- Richard Manuel – batteria, tastiere, voce
- Charlie McCoy – chitarra, armonica
- Regina McCray – cori
- Bob Moore – basso
- Spooner Oldham – tastiere
- June Page – cori
- Alan Pasqua – tastiere
- Carl Pickhardt – pianoforte
- Robbie Robertson – chitarra, voce
- Albertine Robinson – cori
- Al Rogers – batteria
- Jerry Scheff – basso
- Helena Springs – cori
- Maretha Stewart – cori
- Rob Stoner – basso
- Fred Tackett – chitarra
- Mick Taylor – chitarra
- Benmont Tench – tastiere
- Stu Woods – basso
- Monalisa Young – cori
- Terry Young – tastiere